# Výzkum zisku funkce
Výzkum zisku funkce (anglicky gain-of-function research, GoFR) je vědní obor lékařského výzkumu, který se zabývá takovým přenosem a růstem mikroorganismů v živých a umělých prostředích (in vivo a in vitro), které vyvíjejí selektivní reprodukční tlak na to, aby u těchto mikroorganismů vznikaly mutace, které by zvýšily jejich virulenci, přenosovost, antigennost a imunogennost. Tento výzkum může též rozšířit specificitu hostitelských organismů nebo jeho buněčných tkání/pletiv (hostitelský trofismus). Účelem tohoto typu výzkumu je odhalit potenciální infekční onemocnění a vyvíjet vakcíny a způsoby léčby.
Speciálně ve virologii a (etio)patogenezi se výzkum zisku funkce zaměřuje na lepší porozumění aktuálních nebo budoucích možných pandemií. V oboru vývoje vakcín se výzkum zisku funkce provádí za účelem získat náskok předvídáním možného chování daného viru a jeho mutací a vyvinutím vakcíny a způsobů léčby před tím, než se daná mutace objeví.